# Энинтиляква
Энинтиляква (самоназвание — Eninhdhilyakwa [enin̪t̪iʎakʷa], другие названия см. ниже) — один из языков аборигенов Австралии. Используется народом ванинтиляква на острове Грут-Айленд, который находится в заливе Карпентария на севере Австралии. Согласно переписи населения, проведённой в 2006 году австралийским правительством, насчитывалось 1283 человек, говорящих на энинтиляква.

## Названия
Как и многие другие австралийские языки для языка анинтиляква существует множество вариантов написания его названия латиницей. Основными считаются два: Enindhilyagwa и Anindilyakwa (используется Ethnologue’ом). Кроме того, можно встретить следующие варианты:
- Andiljangwa
- Andilyaugwa
- Aninhdhilyagwa (используется в книги Р. М. В. Диксона Австралийские языки)
- Enindiljaugwa
- Enindhilyakwa
- Wanindilyaugwa

Также он известен как Groote Eylandt — по названию острова, и Ingura или Yingguru.
Русское написание согласно правилам транскрипции выглядит как энинтиляква, так как это один из немногих языков, где противопоставляются гласные [a] и [e] (хотя на глубоком, морфонологическом уровне их можно свести к одной морфонеме {a}). Возможные варианты: энинтильяква, анинтильяква, анинтиляква и антильяуква.

## Фонология
Согласно некоторым исследователям, энинтиляква — один из немногих языков, в котором противопоставлены лишь две гласные фонемы: /ɨ/ и /a/ [Leeding 1989]. Впрочем, из анализа, приведённого в этой работе, видно, что автор реконструирует эти «фонемы» на более глубоком, морфонологическом уровне и фактически они являются морфонемами. Так, более ранние исследователи считали, что в нём четыре гласные фонемы: /i e a u/ [Stokes 1981].